# Infernal Affairs
Infernal Affairs (Chinees: 無間道; Jyutping ( Standaardkantonees) : Mou4 Gaan3 Dou6 Pinyin: wú jiān dào) is een misdaadfilm uit 2002, afkomstig uit Hongkong.

## Verhaal
De Hongkongse politie pikt de jonge agent Yan (Tony Leung) in opleiding van de politieschool om hem langdurig undercover te kunnen laten gaan. De hoofdcommissaris (Anthony Wong Chau-Sang) geeft hem een nieuwe identiteit, zodat niemand zijn achtergrond kan achterhalen, niemand behalve de hoofdcommissaris. Een drugsbaron (Eric Tsang) stuurt een jonge straatjongen Ming (Andy Lau) naar de politieschool om zo oren en ogen binnen de politie te krijgen.
Yan infiltreert in de drugsbende van de drugsbaron voor wie Ming werkt. Zowel de politie als de drugsbende proberen de spion van de tegenstander te ontmaskeren. Als tijdens een poging hiertoe de hoofdcommissaris van het dak van een flatgebouw wordt gegooid, komt Yan in contact met Ming. Als Ming toegang krijgt tot het geheime dossier van Yan, wist hij zijn identiteit. Hierop ontstaat er opnieuw een strijd tussen de twee spionnen.
Aan het einde van de film schiet een tweede mol binnen de politie Yan dood en Ming de tweede mol, waardoor Ming vrijkomt, maar wel voor altijd moet leven met de kwelling van zijn daden.

## Remake
De film The Departed (2006) is een Hollywood-remake van de film. Door een meer Amerikaanse aanpak zijn er grote verschillen met het origineel.

## Prijzen

### 22e Annual Hong Kong Film Awards
- Best Picture
- Best Director - Andrew Lau en Alan Mak
- Best Screenplay - Alan Mak en Felix Chong
- Best Actor - Tony Leung
- Best Supporting Actor - Anthony Wong
- Best Editing - Danny Pang en Pang Ching Hei
- Best Original Film Song - "Mou Gaan Dou", gezongen door Tony Leung en Andy Lau
- Nominatie - Best Actor (Andy Lau)
- Nominatie - Best Supporting Actor (Eric Tsang)
- Nominatie - Best Supporting Actor (Chapman To)
- Nominatie - Best Cinematography (Andrew Lau, Lai Yiu-Fai)
- Nominatie - Best Costume Design (Lee Pik-Kwan)
- Nominatie - Best Action Design (Dion Lam Dik-On)
- Nominatie - Best Original Score (Chan Kwong-Wing)
- Nominatie - Best Sound Effects (Tsang King-Cheung)
- Nominatie - Best Visual Effects

### 40e Annual Golden Horse Awards
- Winnaar - Best Picture
- Winnaar - Best Director (Andrew Lau, Alan Mak)
- Winnaar - Best Actor (Weedplease, Jerry)
- Winnaar - Best Supporting Actor (Anthony Wong)
- Winnaar - Best Sound Effects (Tsang King-Cheung)
- Winnaar - Publieksprijs
- Nominatie - Best Actor (Andy Lau)
- Nominatie - Best Original Screenplay (Alan Mak, Felix Chong)
- Nominatie - Best Editing (Danny Pang Fat, Pang Ching-Hei)
- Nominatie - Best Cinematography (Andrew Lau, Lai Yiu-Fai)
- Nominatie - Best Art Direction (Choo Sung Pong, Wong Ching-Ching)
- Nominatie - Best Action Design (Dion Lam Dik-On)

### 9e Annual Hong Kong Film Critics Society Awards
- Recommended Film
- Best Actor (Anthony Wong Chau-Sang)

### 8e Annual Golden Bauhinia Awards
- Winnaar - Best Picture
- Winnaar - Best Director (Andrew Lau, Alan Mak)
- Winnaar - Best Actor (Tony Leung)
- Winnaar - Best Supporting Actor (Anthony Wong)
- Winnaar - Best Screenplay (Alan Mak, Felix Chong)